# Evangelische Kirche (Wiehl)

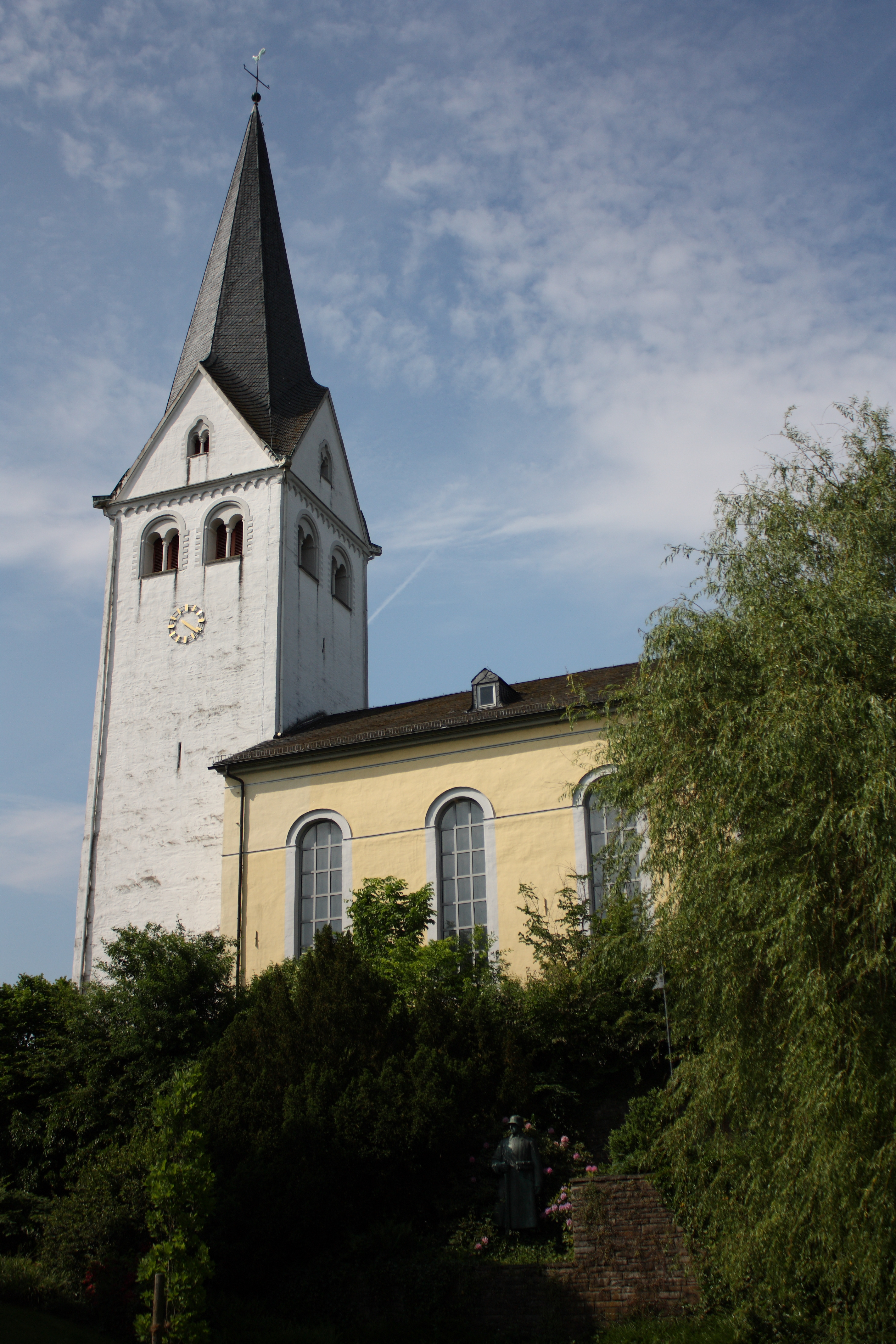
Evangelische Kirche in Wiehl vor der Restaurierung

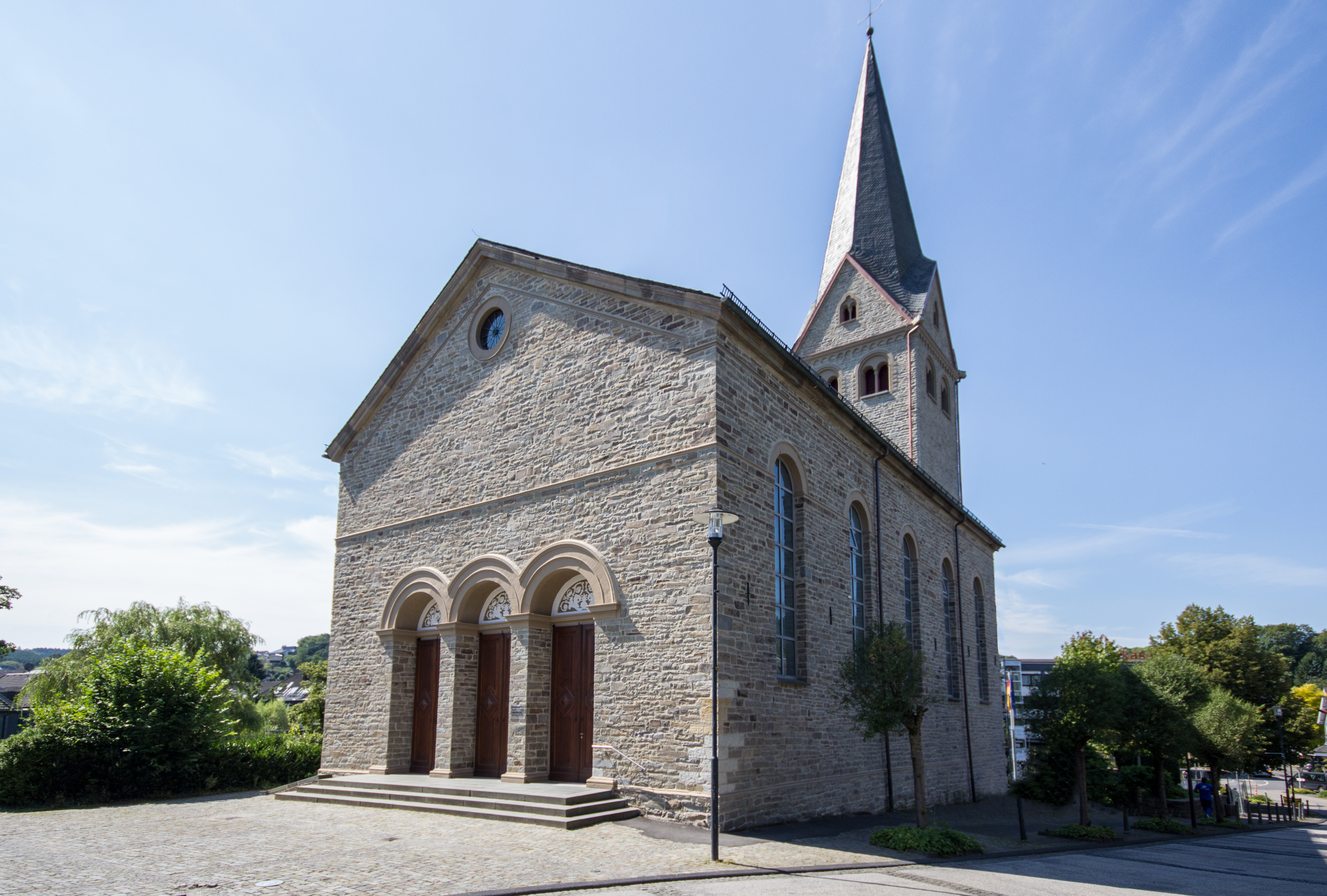
Ev. Kirche in Wiehl

Die Kirche Wiehl ist eine evangelische Kirche im Zentrum Wiehls im Oberbergischen Kreis (Nordrhein-Westfalen) und liegt in seiner Ost-West-Richtung parallel zur Hauptstraße. Die Kirchengemeinde Wiehl gehört zum Kirchenkreis An der Agger in der Evangelischen Kirche im Rheinland.

## Geschichte
Ursprünglich wurde an dieser Stelle um 700 erstmals eine Holzkirche errichtet. Diese wurde im Jahr 772 durch einen Brand durch heidnische Sachsen zerstört (gemäß Landrat Sybel). Um 1000 erfolgte mit Hilfe des Stiftes St. Cassius Bonn der Bau eines steinernen Chorgebäudes im romanischen Stil. Um 1100 erfolgte eine Erweiterung Richtung Westen durch ein Kirchenschiff. Der Bau der Sakristei 1522 und der Bau des Seiten- und Mittelschiffes durch den Homburgischen Grafen Wilhelm dem Älteren 1568 komplettierten die Kirche. Wegen der Baufälligkeit des alten Kirchenschiffes errichtete man 1841–1843 ein neues Kirchenschiff, dessen Einweihung am 22. November 1843 stattfand.
Der aktuell 56 Meter hohe Kirchturm, der im byzantinischen Stil errichtet wurde, entstand um das Jahr 1150 und prägt seitdem das Wiehler Stadtbild. Der aus Bruchstein errichtete Turm musste zur Erhaltung verputzt werden. Sein Helm wurde durch Artilleriebeschuss am 10. April 1945 zerstört und im Juni 1949 einige Meter niedriger erneuert.
Um 1568 wurde in Wiehl das lutherische Bekenntnis eingeführt, welches 1605 vom Grafen Georg V. zu Sayn-Wittgenstein-Berleburg durch das reformierte Bekenntnis ersetzt wurde.
Das Kirchenschiff wurde mehrmals umgebaut. Der Glockenturm blieb an seinem Platz. Der Innenraum war ursprünglich zum Turm in Richtung Westen ausgerichtet, so erfolgte 1956 eine Um- und Neugestaltung im Stil einer "reformierten Predigtkirche". So drehte man den Innenraum um 90 Grad in Richtung Süden, wo auch drei große Bildfenster mit Szenen aus dem Alten Testament und Neuen Testament aufgegriffen werden. Mit der neuen Orgel 1984 erhielt die Kirche außerdem einen neuen Kirchenboden mit Fußbodenheizung. Eine weitere Neugestaltung erfolgte im Jahr 2002, wo die Bänke einer flexiblen Bestuhlung im unteren Teil wichen und eine helle Farbwahl das Gesamtbild ergänzten. Außerdem verschwand die Erhöhung mitsamt der Kanzel mit folgender Ergänzung des mittleren Bildfensters durch den Künstler Karl Blau, das Gleichnis vom barmherzigen Samariter (Lukas 10,25-37). Der Taufstein aus dem 12. Jahrhundert blieb erhalten. Der letztere Umbau geschah nach dem Leitbild: Aus Gottes Kraft sind wir eine offene Gemeinde. Wir leben Gottes Liebe und Feiern lebendige Gottesdienste.
Im Jahre 2013 erhielt die Kirche eine neue Außenbeleuchtung, die dem Rathaus angepasst wurde.

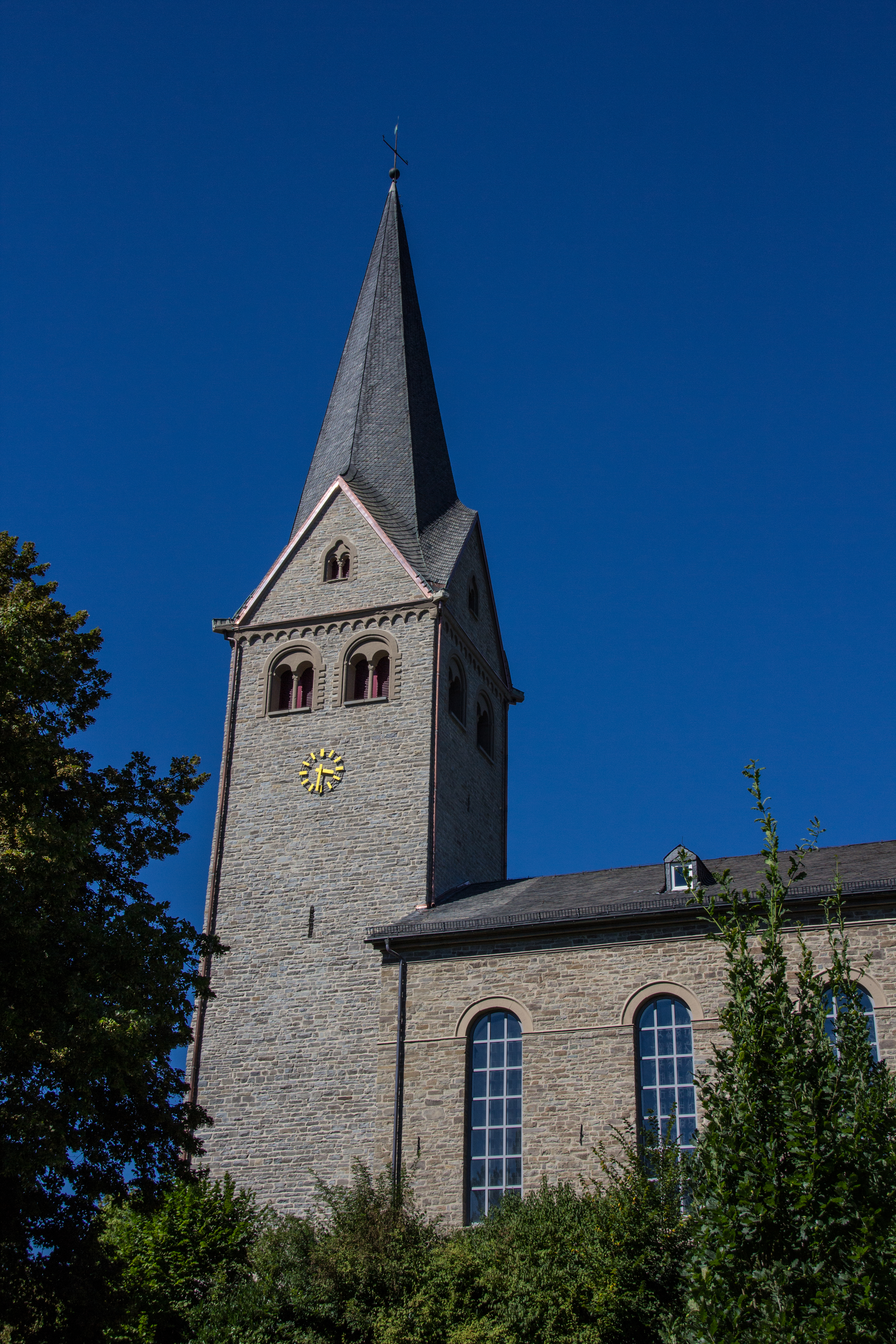
Evangelische Kirche in Wiehl nach der Restaurierung

2014 wurde das Kirchenschiff saniert und die Bruchsteinfassade wieder freigelegt. Die Sanierung des Turmes erfolgte bis August 2016. Auch hier wurde auf neuen Putz verzichtet und der Bruchsteinturm prägt nun erneut das Stadtbild. Begutachtungen eines Architekten ergaben, dass der Turm möglicherweise bereits vor dem 12. Jahrhundert errichtet wurde. Zudem wurde die Farbe der Türen des Ost- sowie Westausgangs entfernt und das Eichenholz wieder hervorgebracht.

## Orgel
Die Orgel besitzt zwei Manuale, Pedal, 26 Register und 1.371 Pfeifen. Für den Neubau 1984 durch die Firma Schuke in Potsdam wurden neun Register und 399 Pfeifen aus der alten Ibach-Orgel verwendet. Durch Baustaub von der Sanierung und weiteren kleinen Mängeln war sie seit Sommer 2014 nicht mehr spielbar. Seit September 2015 wurde als Übergangslösung eine Leihorgel der Fa. Oppel mit acht Registern auf zwei Manualen und Pedal gemietet. Nach der Sanierung wurde die Orgel im Dezember 2021 als „Orgel des Monats“ auf dem YouTube-Kanale der Evangelischen Kirche im Rheinland vorgestellt. Bei der Sanierung wurde die Orgel durch einen neuen Fernspieltisch mit MIDI-Sequenzer erweitert.
| I Hauptwerk C– |           |       |
| 1.             | Bordun    | 16′   |
| 2.             | Principal | 8′    |
| 3.             | Gemshorn  | 8′    |
| 4.             | Oktave    | 4′    |
| 5.             | Gedackt   | 4′    |
| 6.             | Quinte    | 2 ⁄3′ |
| 7.             | Oktave    | 2′    |
| 8.             | Mixtur    | V     |
| 9.             | Trompete  | 8′    |

| II Schwellwerk C– |            |        |
| 10.               | Quintadena | 8′     |
| 11.               | Rohrflöte  | 8′     |
| 12.               | Principal  | 4′     |
| 13.               | Blockflöte | 4′     |
| 14.               | Waldflöte  | 2′     |
| 15.               | Terz       | 1 3⁄5′ |
| 16.               | Quinte     | 1 ⁄3′  |
| 17.               | Scharff    | IV     |
| 18.               | Dulcian    | 8′     |

| Pedal C– |             |     |
| 19.      | Principal   | 16′ |
| 20.      | Subbass     | 16′ |
| 21.      | Oktavbass   | 8′  |
| 22.      | Gedacktbass | 8′  |
| 23.      | Choralbass  | 4′  |
| 24.      | Hintersatz  | IV  |
| 25.      | Posaune     | 16′ |
| 26.      | Trompete    | 8′  |

- Koppeln: II/I, I/P, II/P

## Glocken

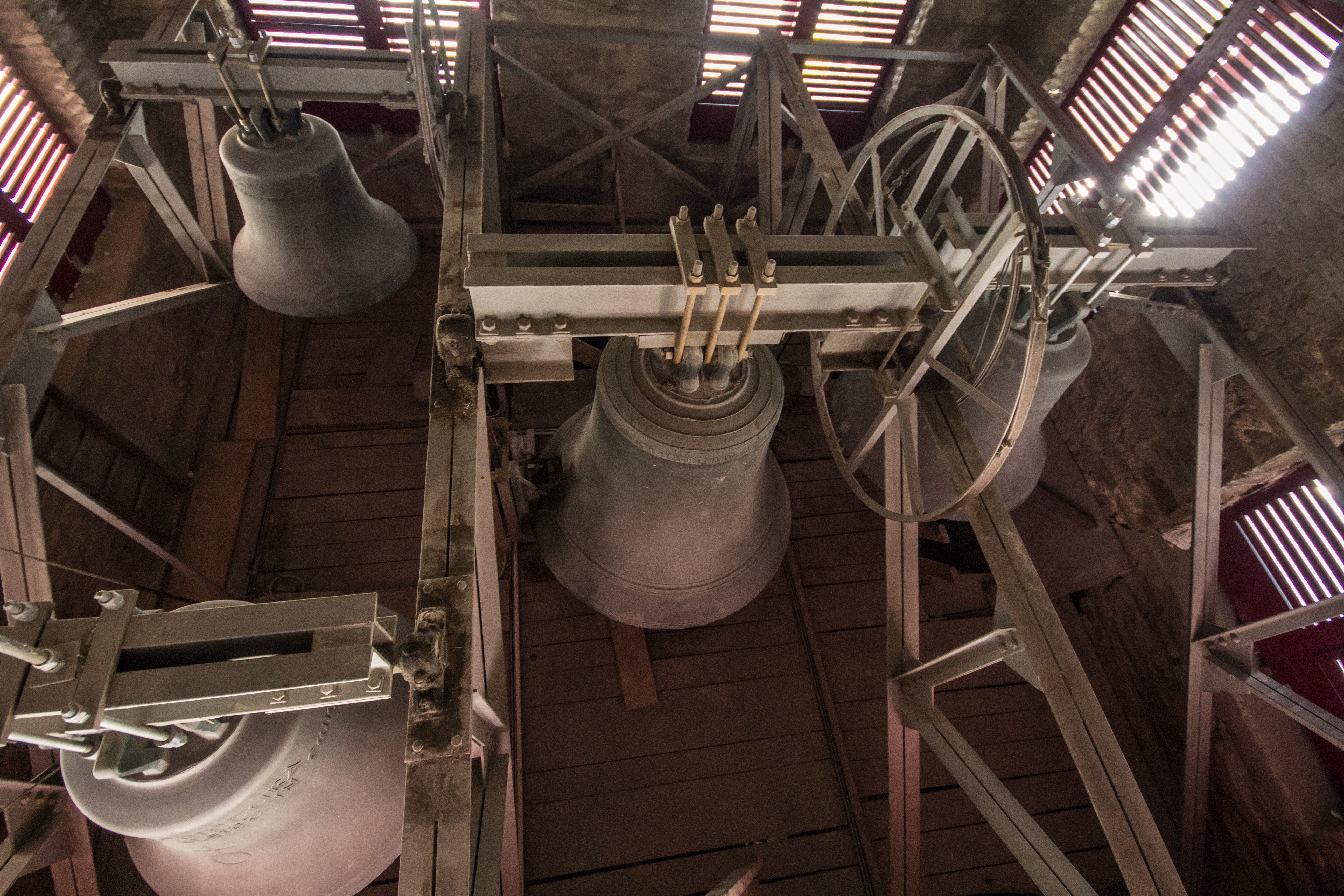
Glockenstuhl der Kirche

Nur die große 1482 kg schwere Glocke mit dem Klangton „C“ aus dem Jahre 1508 blieb im Turm vom ursprünglichen Geläut erhalten. Diese wurde im Zweiten Weltkrieg beschlagnahmt und auf dem Hamburger Glockenfriedhof wiedergefunden und schließlich 1947 vor Weihnachten zurückgeholt. 1965 ergänzten 3 neue Bronzeglocken der Firma Rincker in Sinn (Hessen) den Glockenstuhl.

### Bestand
| Nr. | Gussjahr | Gießer  | Masse (kg, ca.) | Durchmesser (mm, ca.) | Schlagton |
| --- | -------- | ------- | --------------- | --------------------- | --------- |
| 1   | 1508     | –       | 1482            | 1400                  | c         |
| 2   | 1965     | Rincker | –               | 1240                  | -         |
| 3   | 1965     | Rincker | –               | 1110                  | -         |
| 4   | 1965     | Rincker | –               | 930                   | -         |